# Litoria
Litoria là một chi động vật lưỡng cư thuộc họ Pelodryadidae, thuộc bộ Anura. Chi này có 181 loài và 14% bị đe dọa hoặc tuyệt chủng. Các loài trong chi này bản địa Australia, quần đảo Bismarck, quần đảo Solomon, New Guinea, quần đảo Sunda Nhỏ, quần đảo Maluku và Timor. 

## Các loài

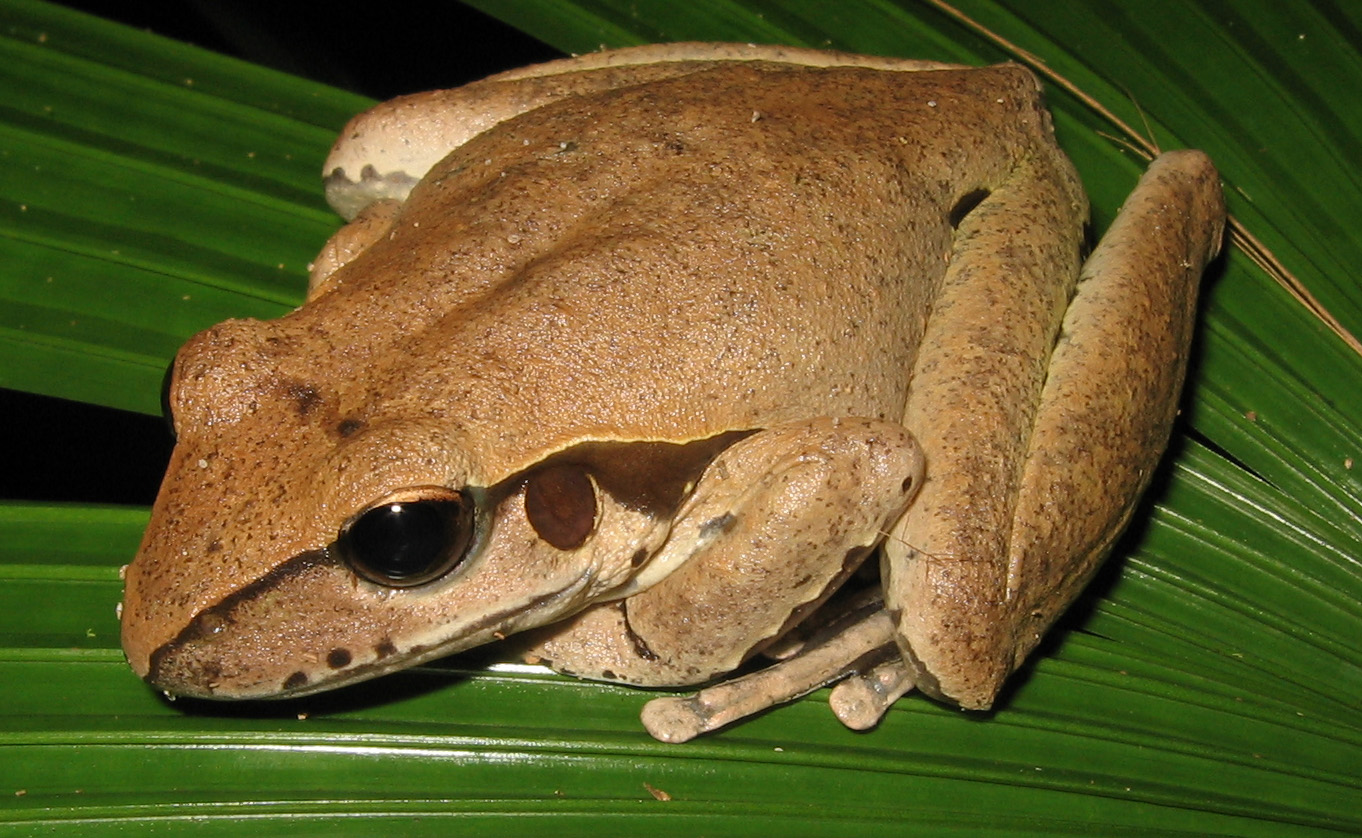
Litoria jungguy.

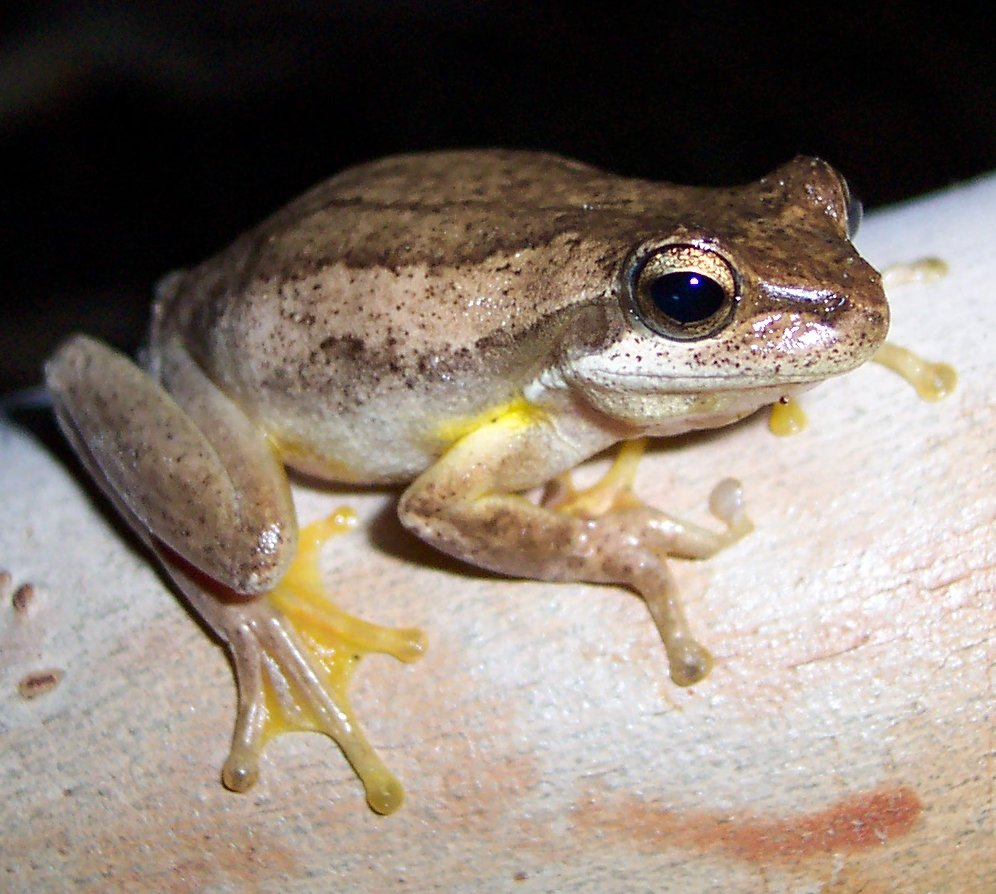
Litoria jervisiensis.

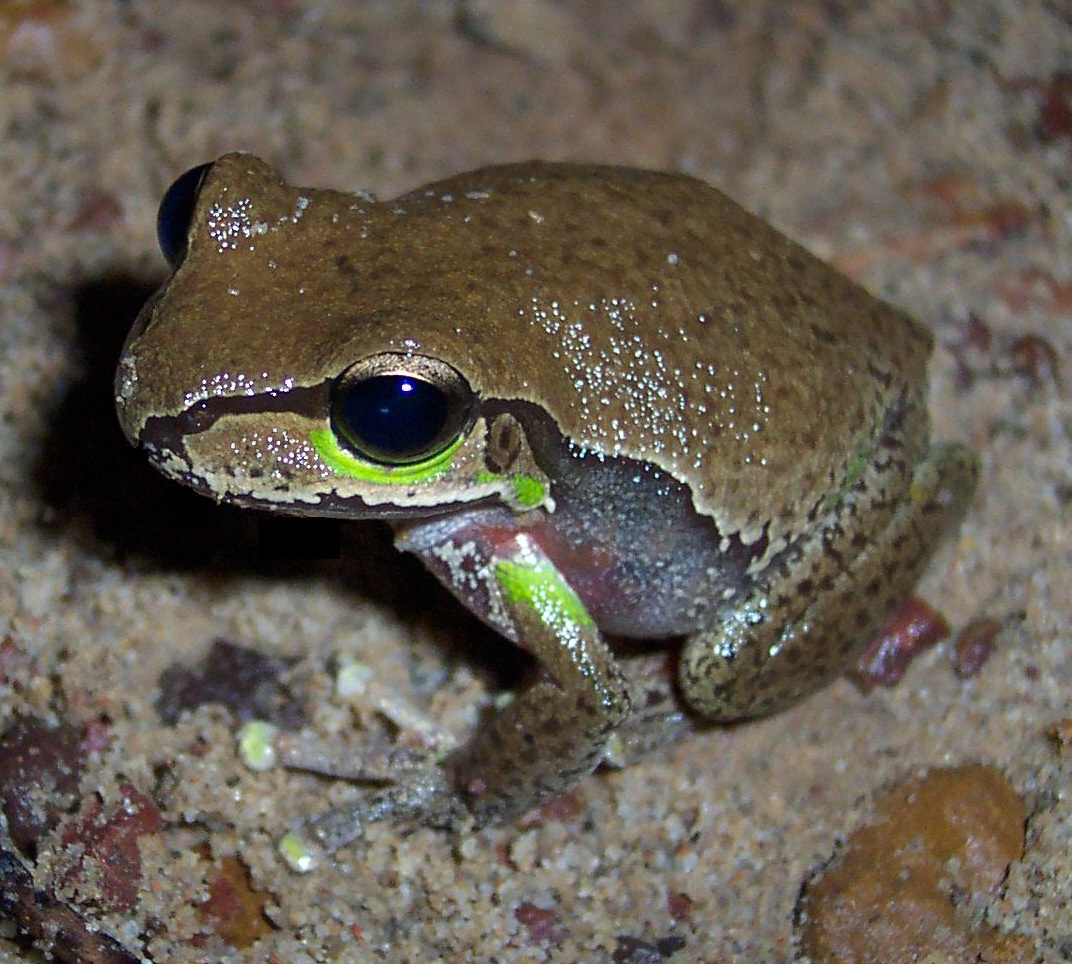
Litoria citropa.

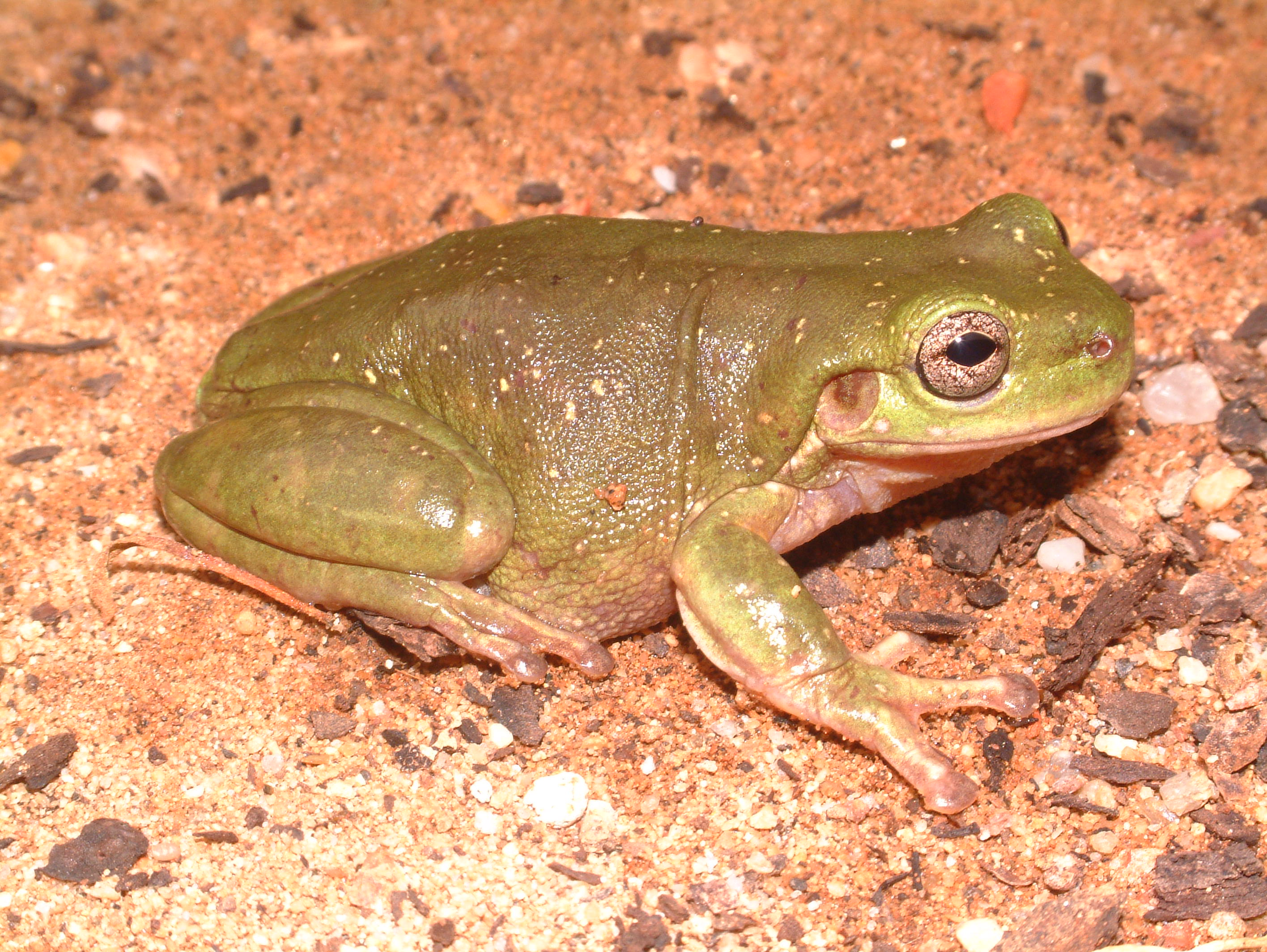
Litoria gilleni.

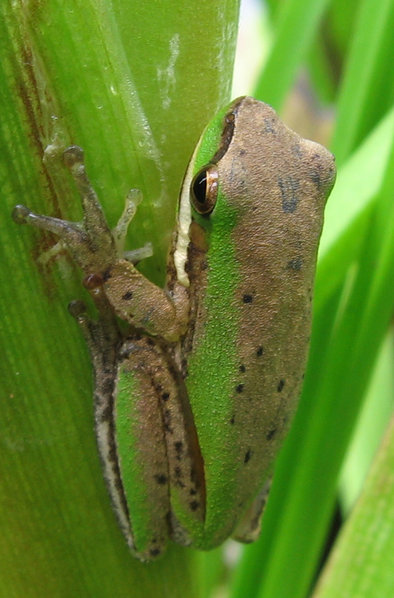
Litoria fallax.

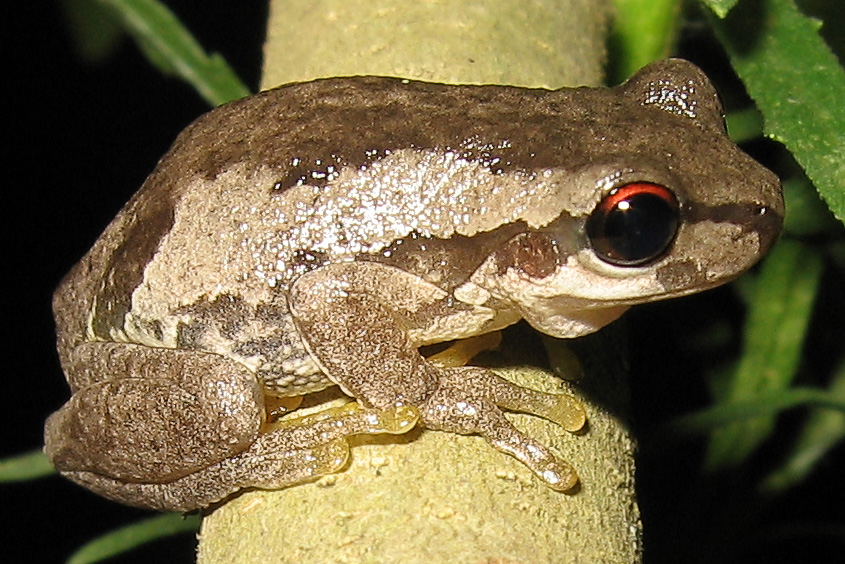
Litoria dentata.

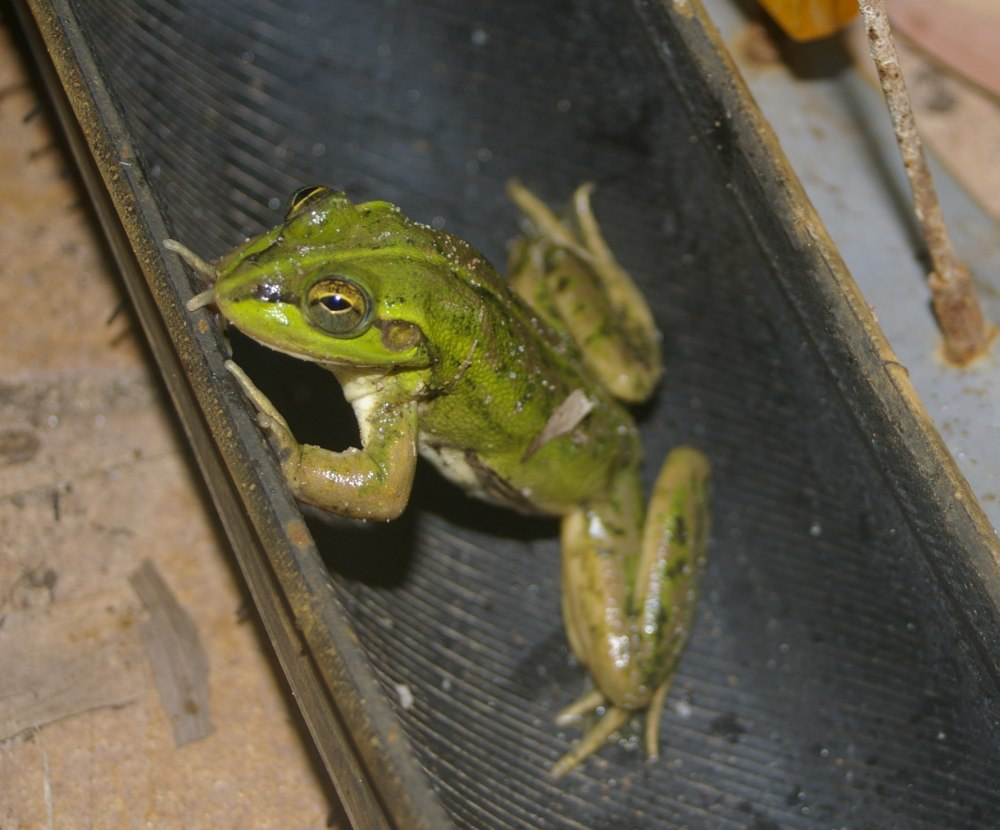
Litoria dahlii.

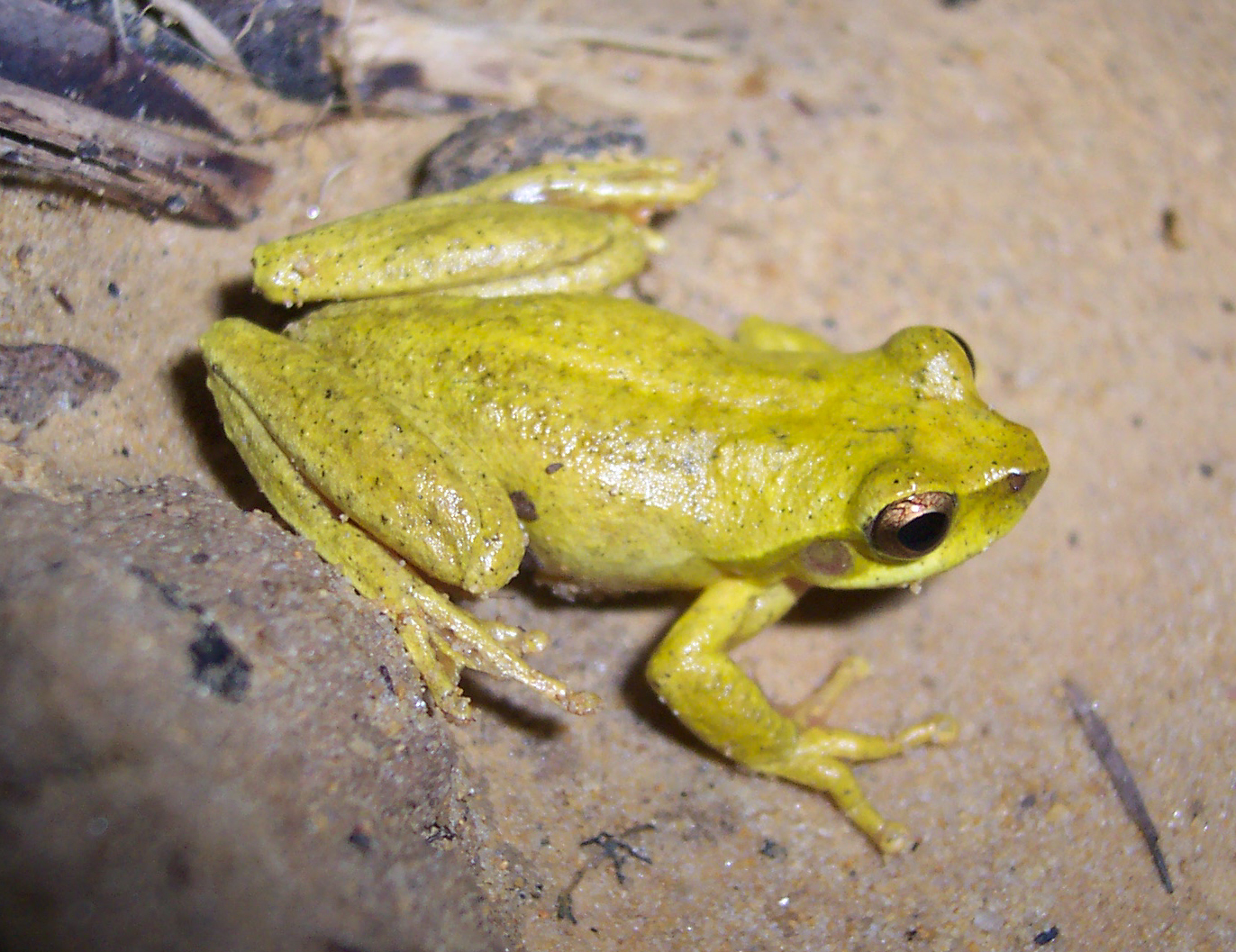
Litoria revelata.

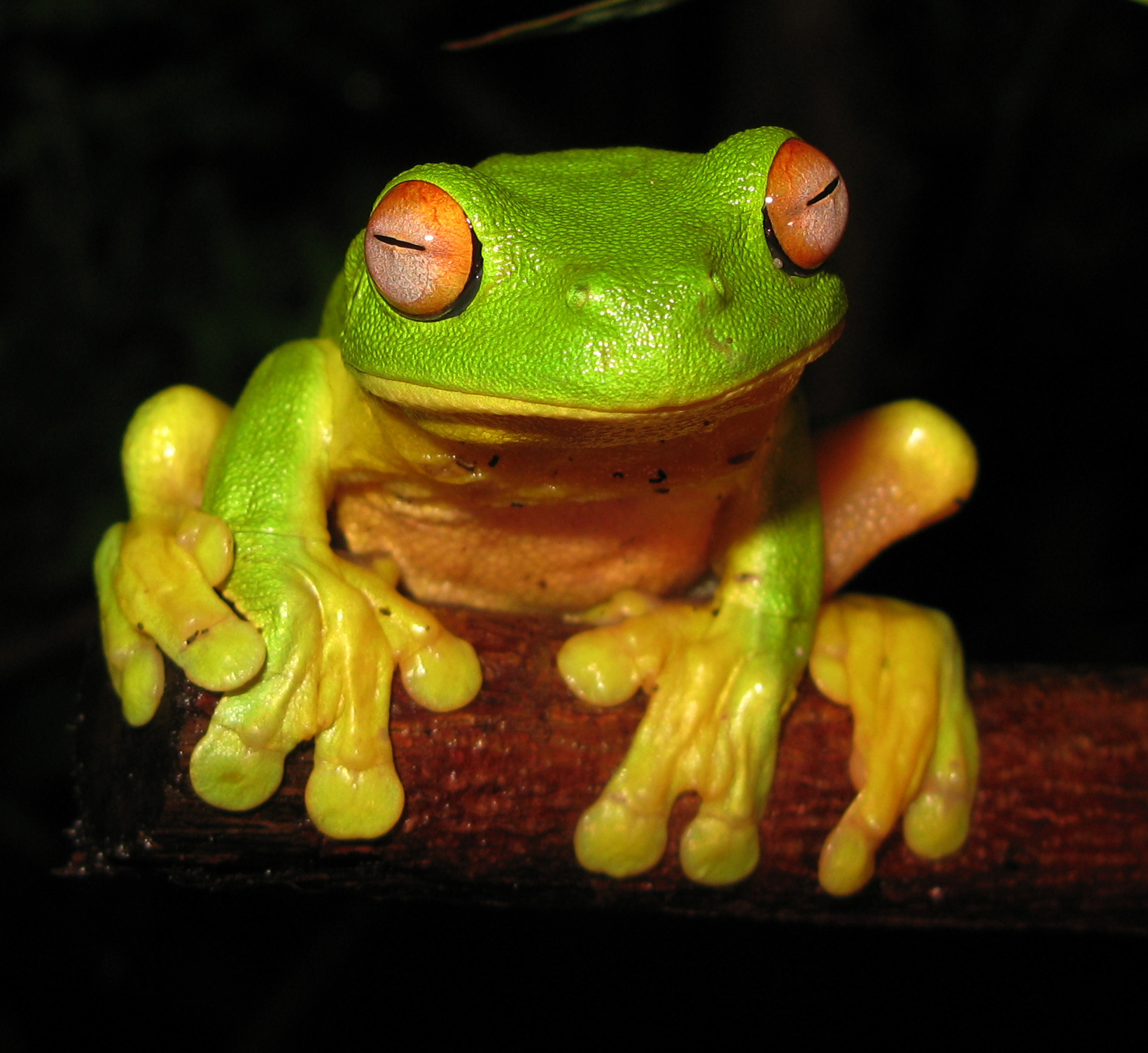
Litoria chloris.

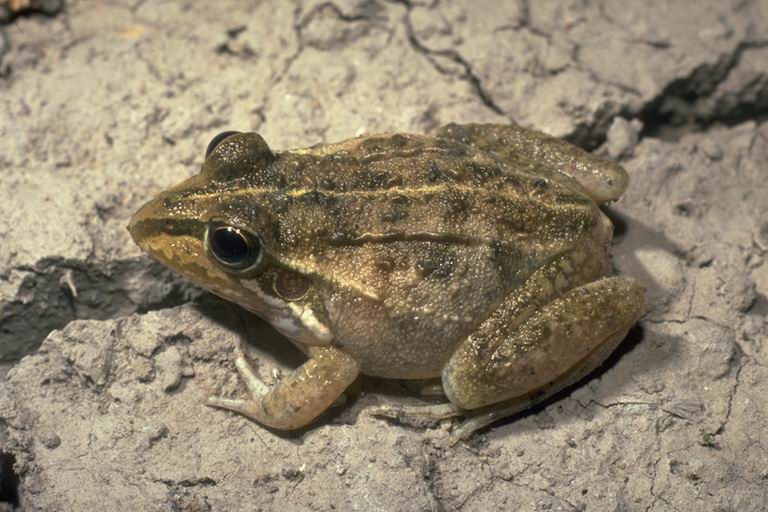
Litoria alboguttata

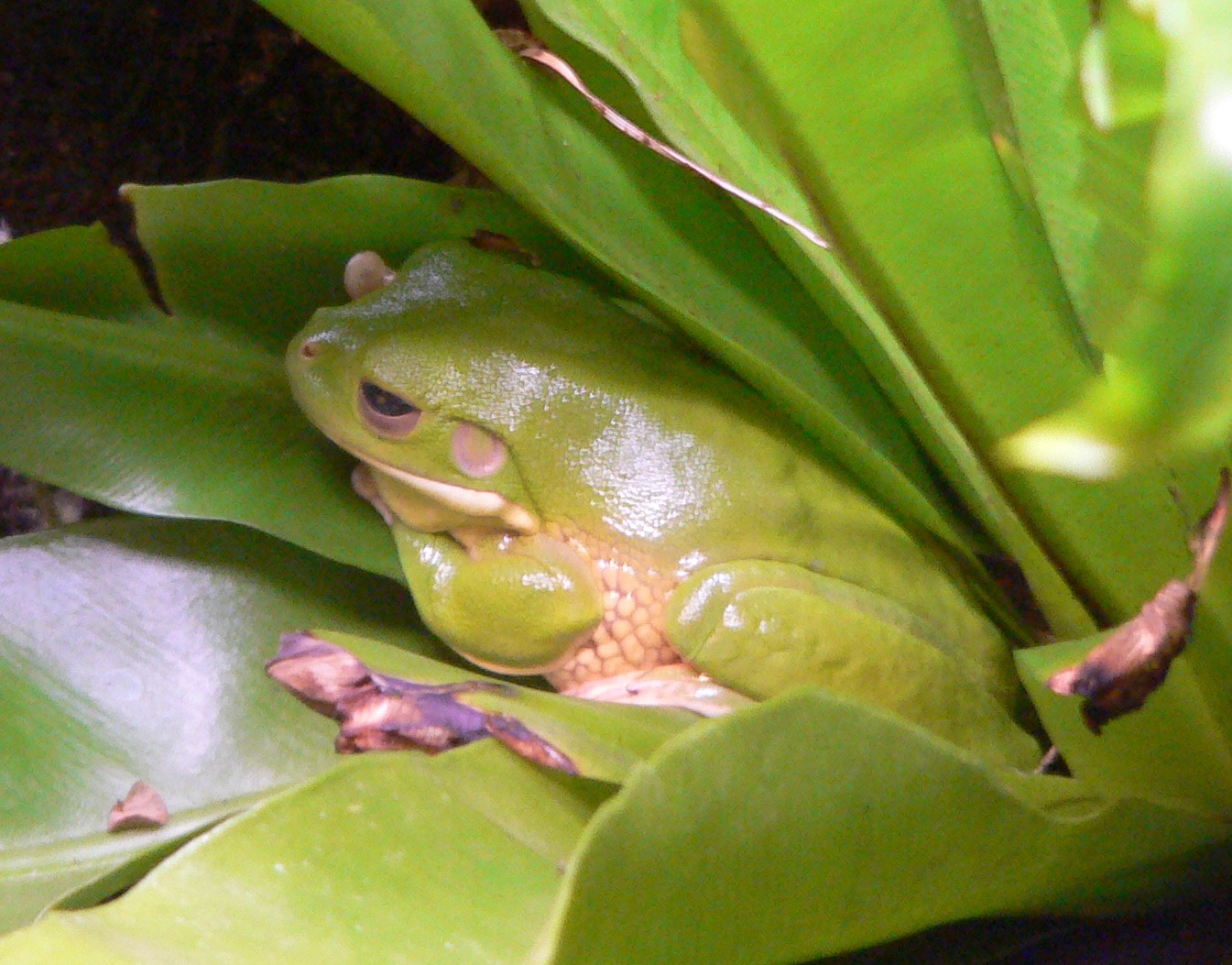
Litoria caerulea

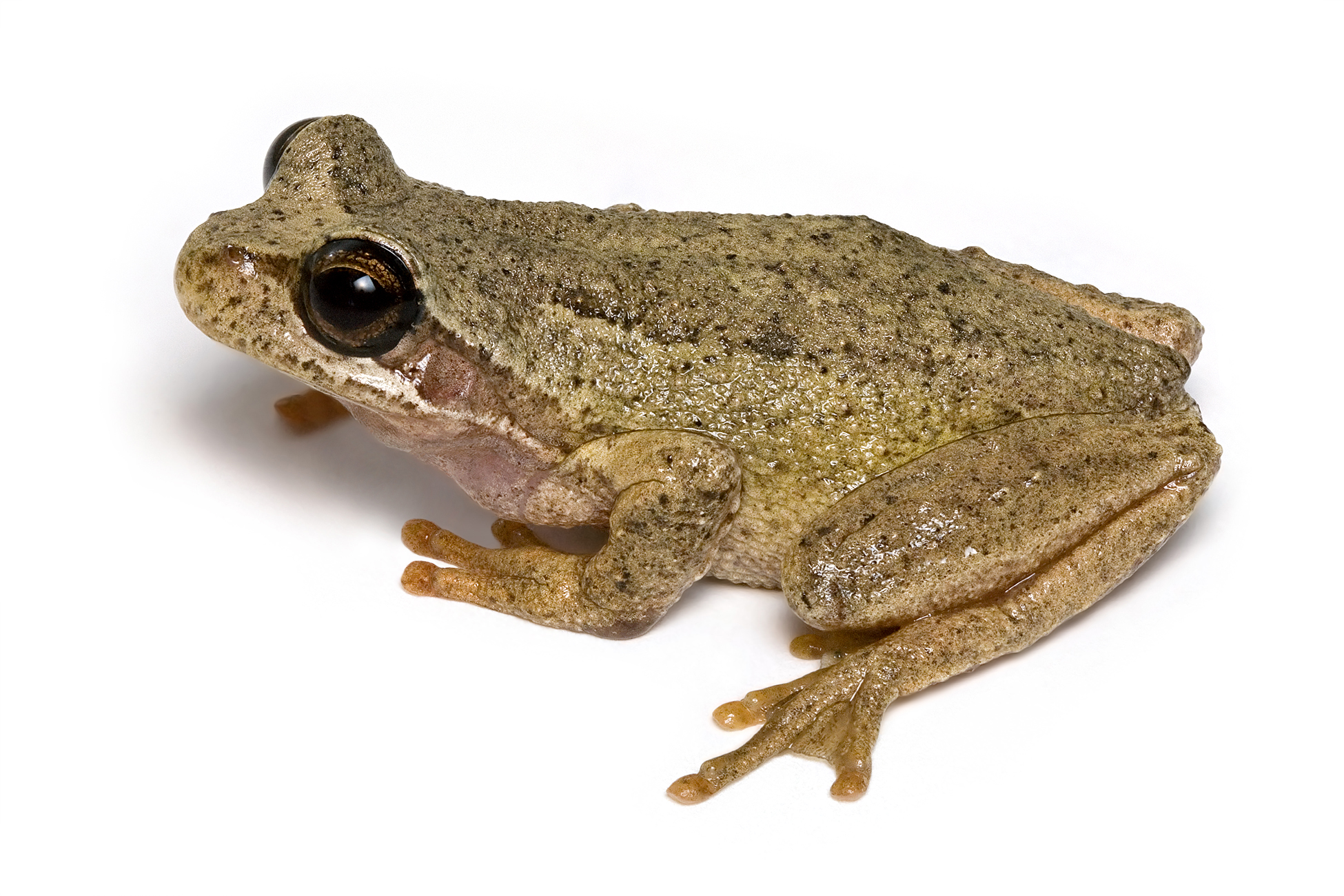
Litoria ewingii

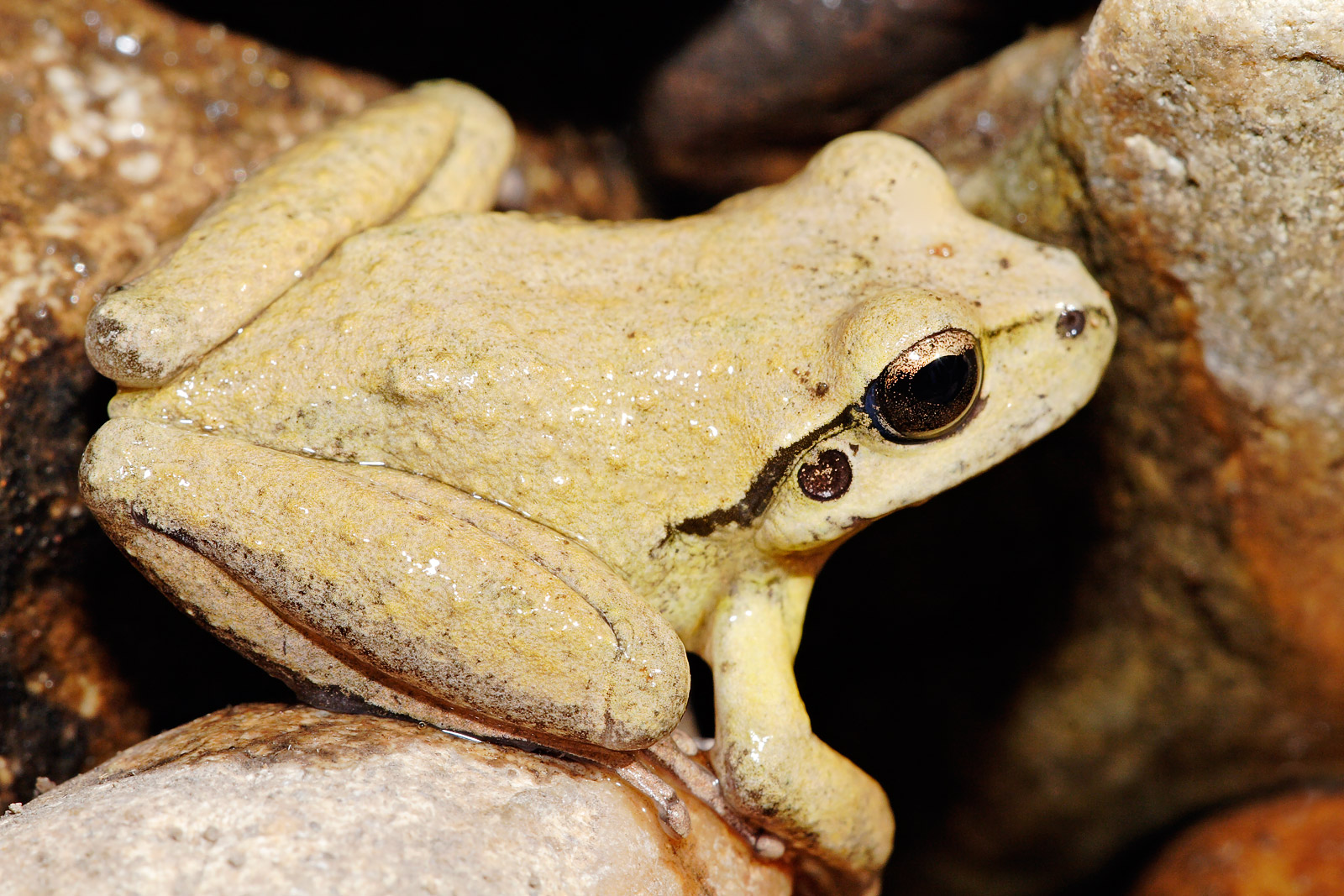
Litoria lesueurii

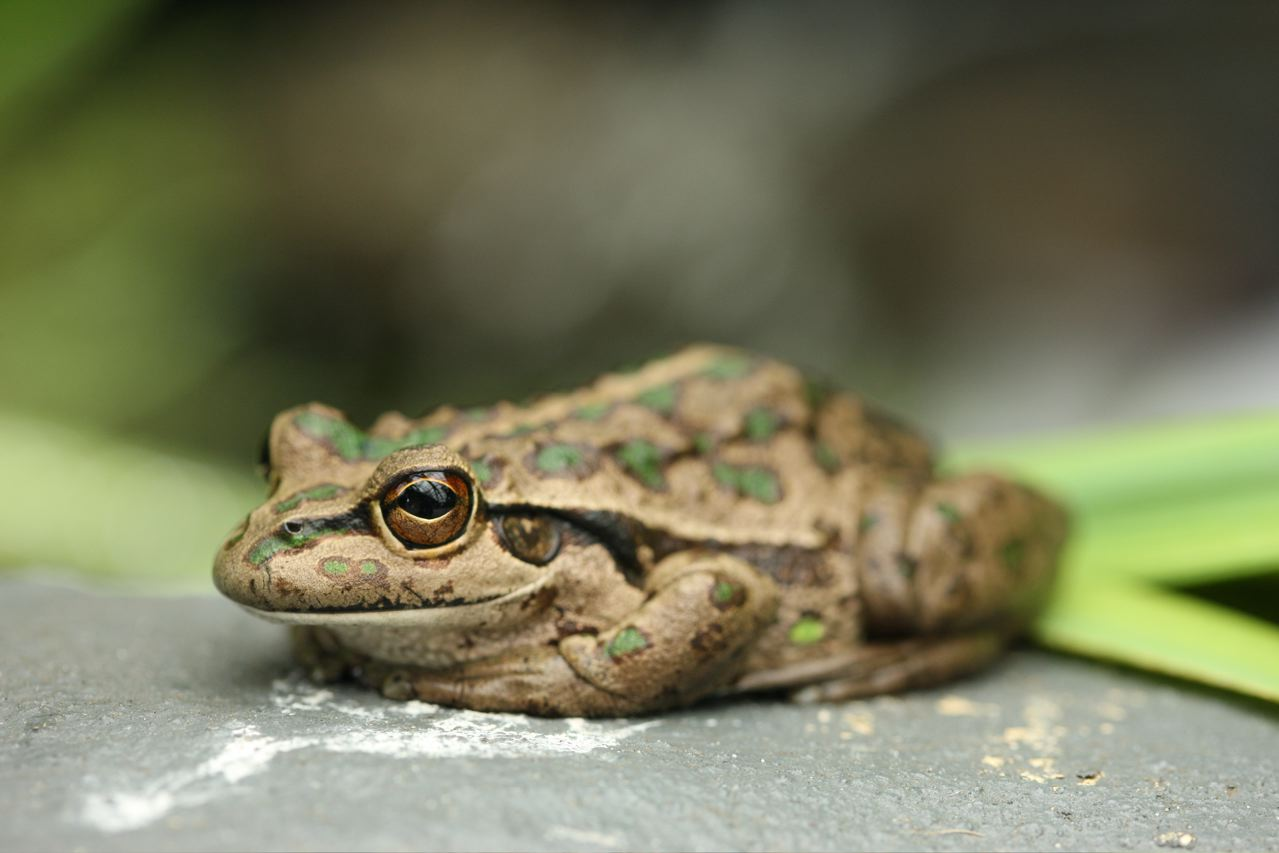
Litoria moorei

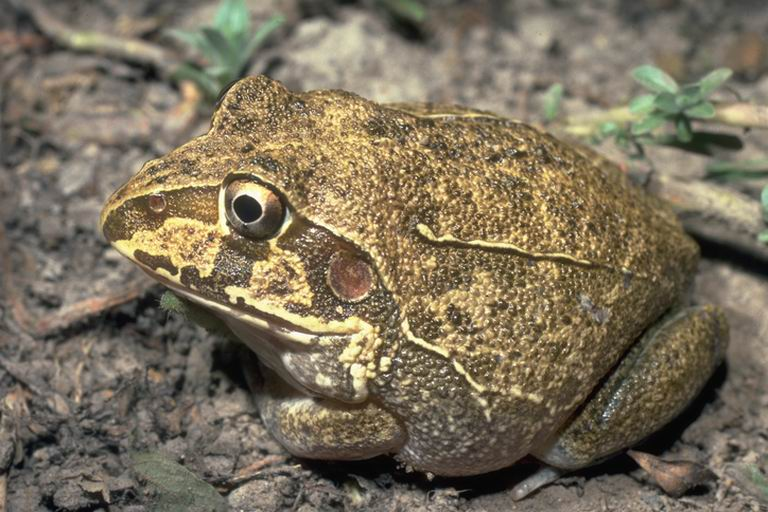
Litoria novaehollandiae

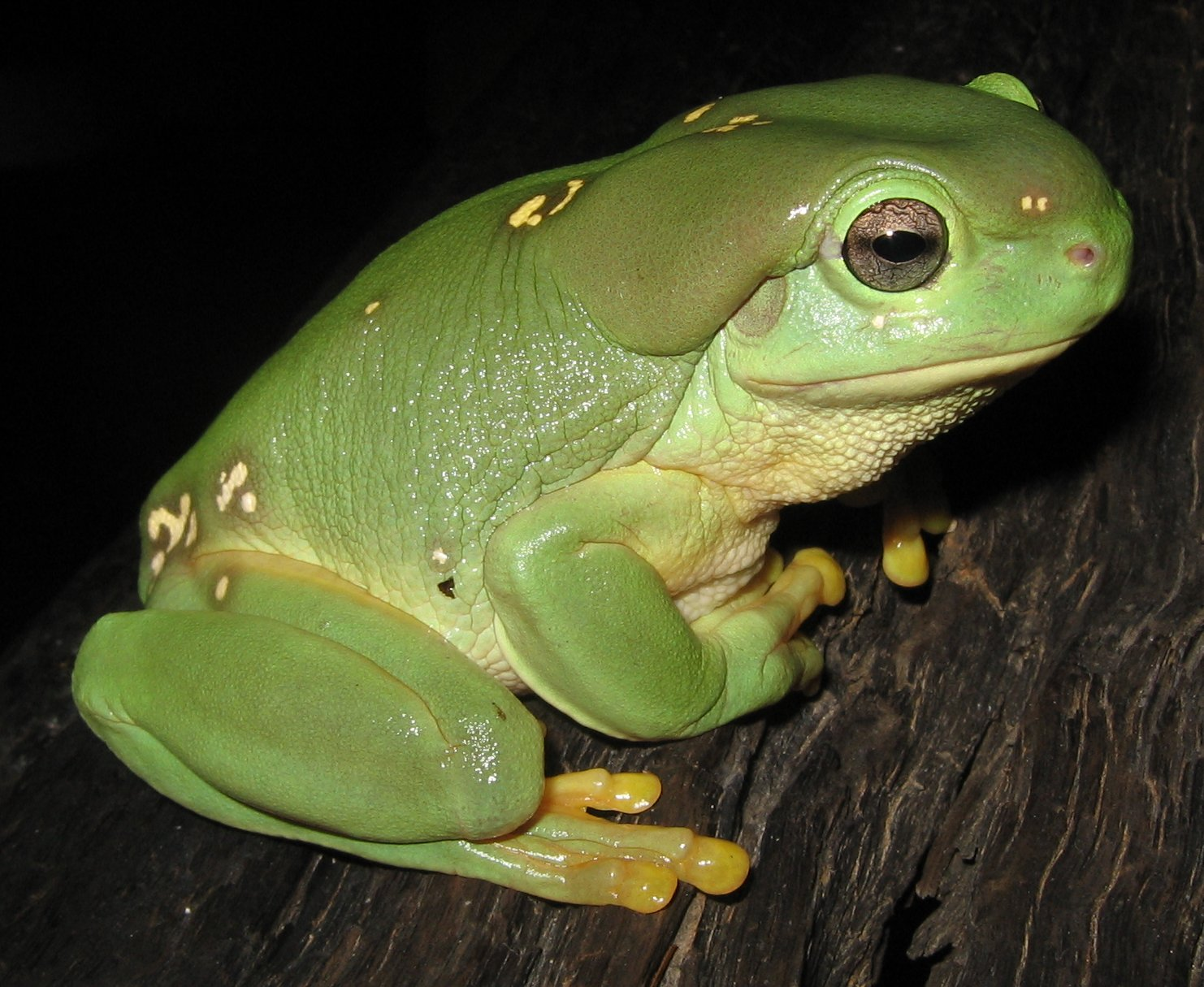
Litoria splendida

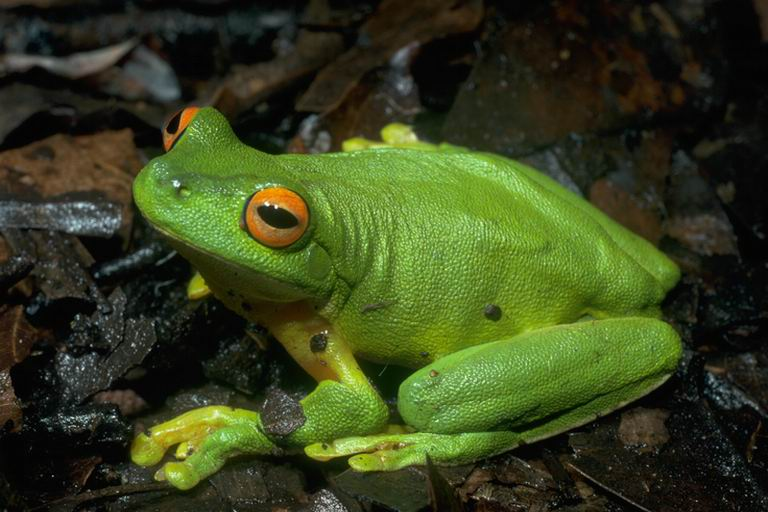
Litoria xanthomera

Theo Amphibian Species of the World 5.5:
- Litoria adelaidensis (Gray, 1841)
- Litoria alboguttata (Günther, 1867)
- Litoria albolabris (Wandolleck, 1911)
- Litoria amboinensis (Horst, 1883)
- Litoria andiirrmalin McDonald, 1997
- Litoria angiana (Boulenger, 1915)
- Litoria arfakiana (Peters & Doria, 1878)
- Litoria aruensis (Horst, 1883)
- Litoria auae Menzies & Tyler, 2004
- Litoria aurea (Lesson, 1826)
- Litoria aurifera Anstis, Tyler, Roberts, Price & Doughty, 2010
- Litoria australis (Gray, 1842)
- Litoria avocalis (Zweifel, 1958)
- Litoria axillaris[2] Doughty, 2011
- Litoria barringtonensis (Copland, 1957)
- Litoria becki (Loveridge, 1945)
- Litoria biakensis Günther, 2006
- Litoria bibonius Kraus & Allison, 2004
- Litoria bicolor (Gray, 1842)
- Litoria booroolongensis (Moore, 1961)
- Litoria brevipalmata Tyler, Martin & Watson, 1972
- Litoria brevipes (Peters, 1871)
- Litoria brongersmai (Loveridge, 1945)
- Litoria bulmeri (Tyler, 1968)
- Litoria burrowsi (Scott, 1942)
- Litoria caerulea (White, 1790) - Rainette de White
- Litoria capitula (Tyler, 1968)
- Litoria castanea Steindachner, 1867
- Litoria cavernicola Tyler & Davies, 1979
- Litoria cheesmani (Tyler, 1964)
- Litoria chloris (Boulenger, 1892)
- Litoria chloristona Menzies, Richards & Tyler, 2008
- Litoria chloronota (Boulenger, 1911)
- Litoria chrisdahli Richards, 2007
- Litoria christianbergmanni Günther, 2008
- Litoria citropa (Péron, 1807)
- Litoria congenita (Peters & Doria, 1878)
- Litoria contrastens (Tyler, 1968)
- Litoria cooloolensis Liem, 1974
- Litoria coplandi (Tyler, 1968)
- Litoria corbeni (Wells & Wellington, 1985)
- Litoria cryptochrysos[3] (Kraus, 2012)
- Litoria cryptotis (Tyler & Martin, 1977)
- Litoria cultripes (Parker, 1940)
- Litoria cyclorhyncha (Boulenger, 1882)
- Litoria dahlii (Boulenger, 1896)
- Litoria darlingtoni (Loveridge, 1945)
- Litoria daviesae Mahony, Knowles, Foster & Donnellan, 2001
- Litoria dayi (Günther, 1897)
- Litoria daymani (Zweifel, 1958)
- Litoria dentata (Keferstein, 1868)
- Litoria disrupta (Tyler, 1963)
- Litoria dorsalis Macleay, 1878
- Litoria dorsivena (Tyler, 1968)
- Litoria dux Richards & Oliver, 2006
- Litoria electrica Ingram & Corben, 1990
- Litoria elkeae Günther & Richards, 2000
- Litoria eschata Kraus & Allison, 2009
- Litoria eucnemis (Lönnberg, 1900)
- Litoria eurynastes Menzies, Richards & Tyler, 2008
- Litoria everetti (Boulenger, 1897)
- Litoria ewingii (Duméril & Bibron, 1841)
- Litoria exophthalmia Tyler, Davies & Aplin, 1986
- Litoria fallax (Peters, 1880)
- Litoria flavescens Kraus & Allison, 2004
- Litoria fluviatilis (Zweifel, 1958)
- Litoria foricula (Tyler, 1963)
- Litoria freycineti Tschudi, 1838
- Litoria fuscula Oliver & Richards, 2007
- Litoria gasconi Richards, Oliver, Krey & Tjaturadi, 2009
- Litoria genimaculata (Horst, 1883)
- Litoria gilleni Spencer, 1896
- Litoria gracilenta (Peters, 1869)
- Litoria graminea (Boulenger, 1905)
- Litoria granti (Boulenger, 1914)
- Litoria gularis (Parker, 1936)
- Litoria havina Menzies, 1993
- Litoria hilli Hiaso & Richards, 2006
- Litoria humboldtorum Günther, 2006
- Litoria humeralis (Boulenger, 1912)
- Litoria hunti Richards, Oliver, Dahl & Tjaturadi, 2006
- Litoria impura (Peters & Doria, 1878)
- Litoria inermis (Peters, 1867)
- Litoria infrafrenata (Günther, 1867)
- Litoria iris (Tyler, 1962)
- Litoria jervisiensis (Duméril & Bibron, 1841)
- Litoria jeudii (Werner, 1901)
- Litoria jungguy Donnellan & Mahony, 2004
- Litoria kubori (Zweifel, 1958)
- Litoria kuduki (Richards, 2007)
- Litoria kumae Menzies & Tyler, 2004
- Litoria latopalmata Günther, 1867
- Litoria lesueurii (Duméril & Bibron, 1841)
- Litoria leucova (Tyler, 1968)
- Litoria littlejohni White, Whitford & Mahony, 1994
- Litoria lodesdema Menzies, Richards & Tyler, 2008
- Litoria longicrus (Boulenger, 1911)
- Litoria longipes (Tyler & Martin, 1977)
- Litoria longirostris Tyler & Davies, 1977
- Litoria lorica Davies & McDonald, 1979
- Litoria louisiadensis (Tyler, 1968)
- Litoria lutea (Boulenger, 1887)
- Litoria macki Richards, 2001
- Litoria maculosa (Tyler & Martin, 1977)
- Litoria maini (Tyler & Martin, 1977)
- Litoria majikthise Johnston & Richards, 1994
- Litoria manya (Van Beurden & McDonald, 1980)
- Litoria mareku Günther, 2008
- Litoria megalops Richards & Iskandar, 2006
- Litoria meiriana (Tyler, 1969)
- Litoria michaeltyleri Frost, Grant, Faivovich, Bain, Haas, Haddad, de Sá, Channing, Wilkinson, Donnellan, Raxworthy, Campbell, Blotto, Moler, Drewes, Nussbaum, Lynch, Green & Wheeler, 2006
- Litoria microbelos (Cogger, 1966)
- Litoria micromembrana (Tyler, 1963)
- Litoria modica (Tyler, 1968)
- Litoria montana (Peters & Doria, 1878)
- Litoria moorei (Copland, 1957)
- Litoria mucro Menzies, 1993
- Litoria multicolor Günther, 2004
- Litoria multiplica (Tyler, 1964)
- Litoria myola Hoskin, 2007
- Litoria mystax (Van Kampen, 1906)
- Litoria nannotis (Andersson, 1916)
- Litoria napaea (Tyler, 1968)
- Litoria narinosa (Zweifel, 1958)
- Litoria nasuta (Gray, 1842)
- Litoria nigrofrenata (Günther, 1867)
- Litoria nigropunctata (Meyer, 1875)
- Litoria novaehollandiae (Steindachner, 1867)
- Litoria nudidigita (Copland, 1963)
- Litoria nyakalensis Liem, 1974
- Litoria obsoleta (Lönnberg, 1900)
- Litoria obtusirostris Meyer, 1875
- Litoria oenicolen Menzies & Zweifel, 1974
- Litoria oktediensis (Richards & Johnston, 1993)
- Litoria ollauro Menzies, 1993
- Litoria olongburensis Liem & Ingram, 1977
- Litoria pallida Davies, Martin & Watson, 1983
- Litoria papua (Boulenger, 1897)
- Litoria paraewingi Watson, Loftus-Hills & Littlejohn, 1971
- Litoria pearsoniana (Copland, 1961)
- Litoria perimetri (Zweifel, 1958)
- Litoria peronii (Tschudi, 1838)
- Litoria persimilis (Zweifel, 1958)
- Litoria personata Tyler, Davies & Martin, 1978
- Litoria phyllochroa (Günther, 1863)
- Litoria piperata Tyler & Davies, 1985
- Litoria platycephala (Günther, 1873)
- Litoria pratti (Boulenger, 1911)
- Litoria pronimia Menzies, 1993
- Litoria prora (Menzies, 1969)
- Litoria pulchra (Wandolleck, 1911)
- Litoria purpureolata Oliver, Richards, Tjaturadi & Iskandar, 2007
- Litoria pygmaea (Meyer, 1875)
- Litoria quadrilineata Tyler & Parker, 1974
- Litoria raniformis (Keferstein, 1867)
- Litoria rara Günther & Richards, 2005
- Litoria revelata Ingram, Corben & Hosmer, 1982
- Litoria rheocola Liem, 1974
- Litoria richardsi Dennis & Cunningham, 2006
- Litoria rivicola Günther & Richards, 2005
- Litoria robinsonae Oliver, Stuart-Fox & Richards, 2008
- Litoria rothii (De Vis, 1884)
- Litoria rubella (Gray, 1842)
- Litoria rubrops Kraus & Allison, 2004
- Litoria rueppelli (Boettger, 1895)
- Litoria sanguinolenta (Van Kampen, 1909)
- Litoria sauroni Richards & Oliver, 2006
- Litoria scabra Günther & Richards, 2005
- Litoria semipalmata (Parker, 1936)
- Litoria serrata (Andersson, 1916)
- Litoria singadanae Richards, 2005
- Litoria spartacus Richards & Oliver, 2006
- Litoria spenceri Dubois, 1984
- Litoria spinifera (Tyler, 1968)
- Litoria splendida Tyler, Davies & Martin, 1977
- Litoria staccato Doughty & Anstis, 2007
- Litoria subglandulosa Tyler & Anstis, 1983
- Litoria thesaurensis (Peters, 1877)
- Litoria timida Tyler & Parker, 1972
- Litoria tornieri (Nieden, 1923)
- Litoria trachydermis (Zweifel, 1983)
- Litoria tyleri Martin, Watson, Gartside, Littlejohn & Loftus-Hills, 1979
- Litoria umarensis Günther, 2004
- Litoria umbonata Tyler & Davies, 1983
- Litoria vagabunda (Peters & Doria, 1878)
- Litoria vagitus (Tyler, Davies & Martin, 1981)
- Litoria verae Günther, 2004
- Litoria verreauxii (Duméril, 1853)
- Litoria verrucosa (Tyler & Martin, 1977)
- Litoria viranula Menzies, Richards & Tyler, 2008
- Litoria vocivincens Menzies, 1972
- Litoria wapogaensis Richards & Iskandar, 2001
- Litoria watjulumensis (Copland, 1957)
- Litoria wilcoxii Günther, 1864
- Litoria wisselensis (Tyler, 1968)
- Litoria wollastoni (Boulenger, 1914)
- Litoria xanthomera Davies, McDonald & Adams, 1986
- Litoria zweifeli (Tyler, 1967)

## Hình ảnh

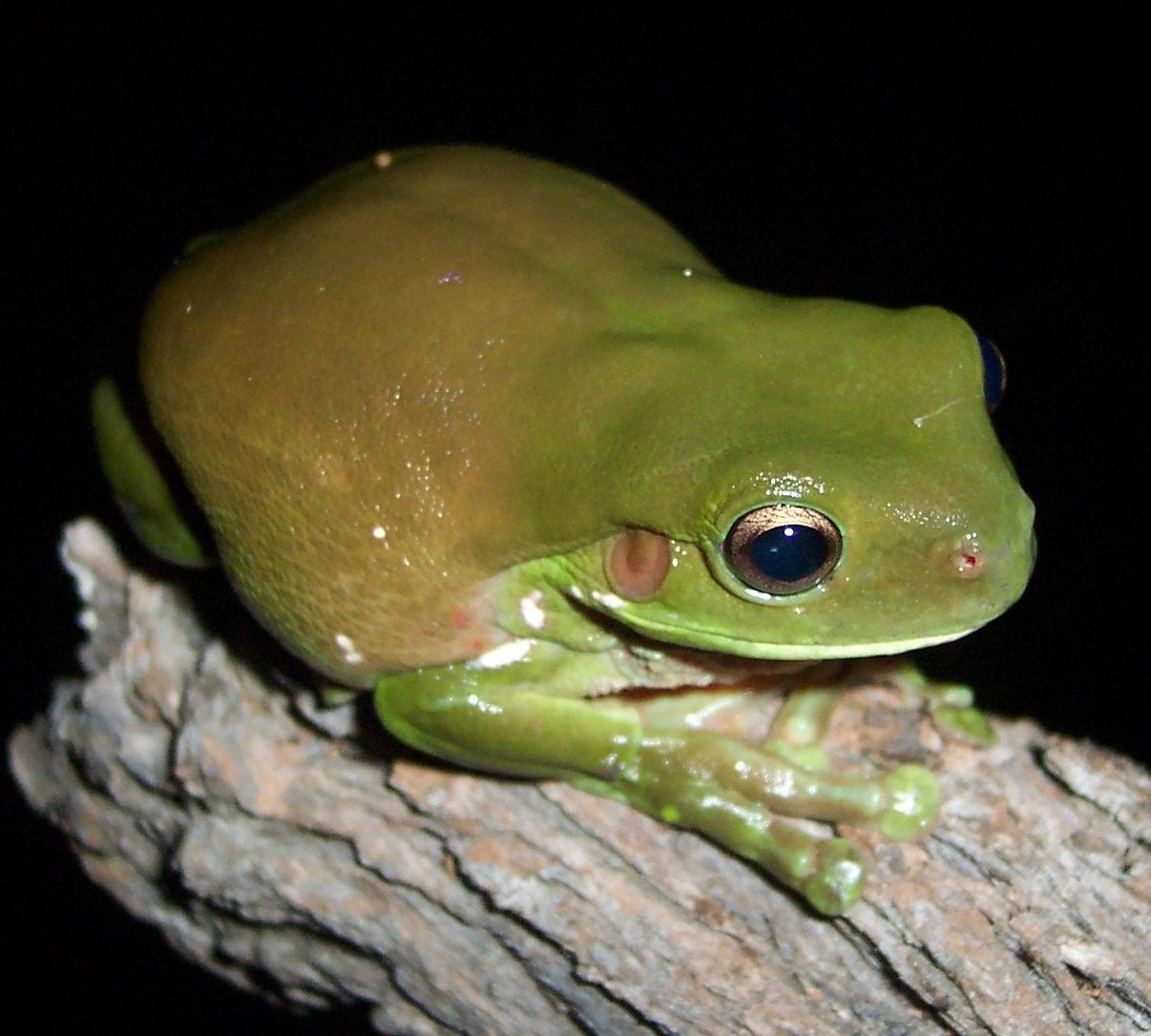
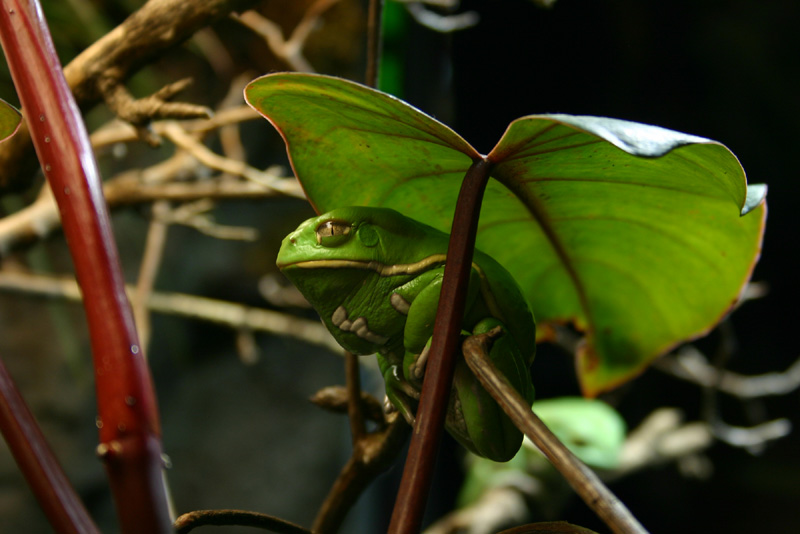